# Oechydrus
Oechydrus là một chi bướm ngày thuộc họ Bướm nâu.